# Slow Rivers
Slow Rivers è un brano composto ed interpretato dall'artista britannico Elton John; il testo è di Bernie Taupin.

## Il brano
Proveniente dall'album del 1986 Leather Jackets (ne costituisce la sesta traccia), si caratterizza come una canzone di chiaro stampo pop, poco influenzata dai suoni che vanno per la maggiore negli anni Ottanta: infatti, sebbene il produttore Gus Dudgeon strizzi l'occhio al synth-pop e alla new wave in tutto l'LP, questa canzone si rivela essere la più "classica" e tradizionale da un punto di vista stilistico. Nel brano, Elton duetta con Cliff Richard; ciò nonostante, John ha anche eseguito delle performance solitarie (basti pensare al Live in Australia with the Melbourne Symphony Orchestra).
Slow Rivers (inserita anche nel CD-single di Runaway Train) fu estratta come singolo nel 1986, dopo Heartache All Over the World, ma non fu distribuita negli Stati Uniti. Il brano non fu pubblicato nemmeno in Paesi come il Canada. In ogni caso non ebbe successo, raggiungendo esclusivamente una #44 UK. In Australia, poi, la canzone conseguì solo una #82.